# Avatjabukten

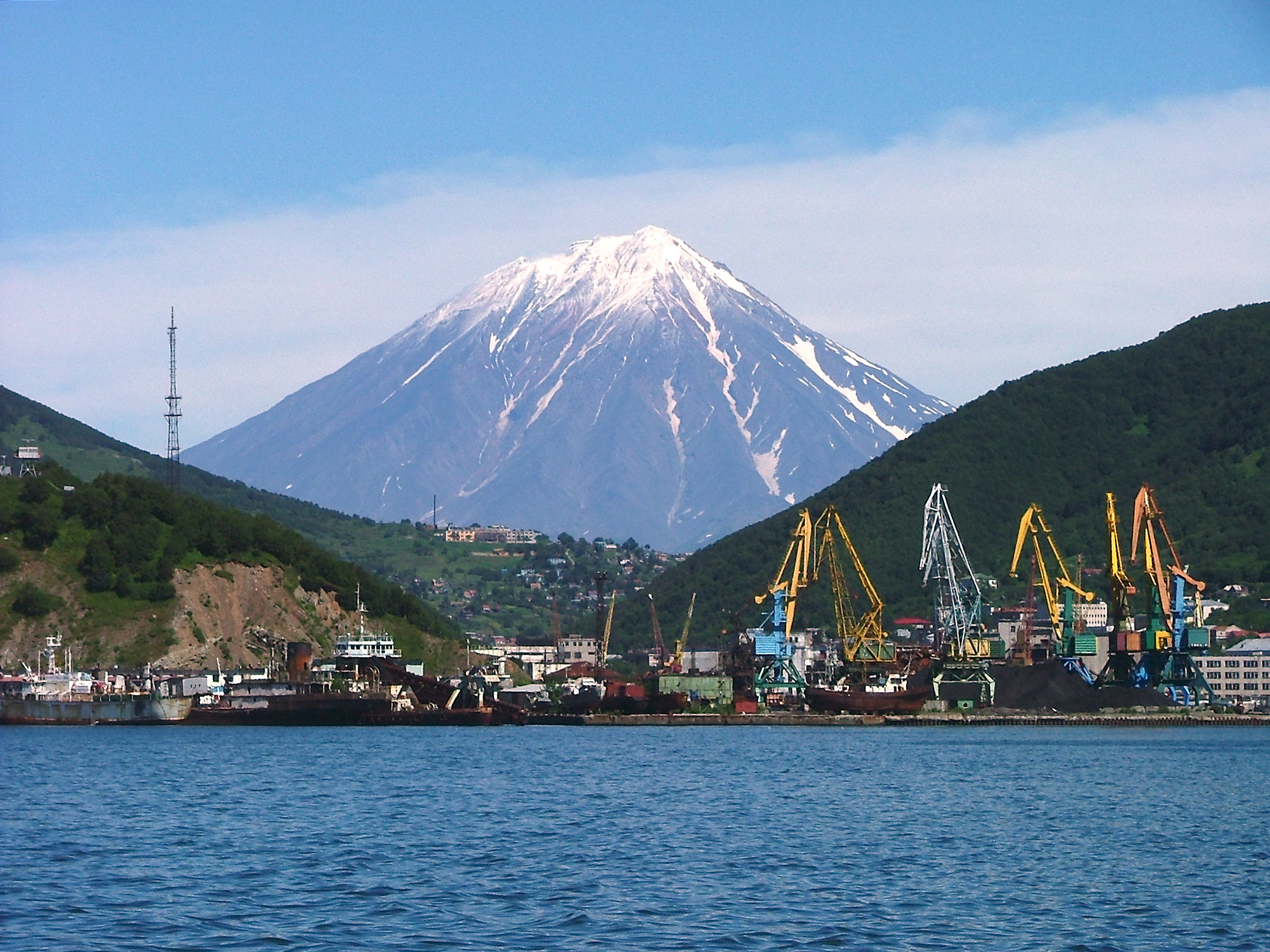
Petropavlovsk-Kamtjatskij och Korjakskijvulkanen sedda från Avatjabukten.

Avatjabukten (ryska: Авачинская губа, Авачинская бухта) är en bukt i Stilla havet på sydostsidan av Kamtjatkahalvön i Ryssland. Den är 24 kilometer lång och 3 kilometer bred på den smalaste punkten vid mynningen, med ett maxdjup på 26 meter.
Avatjafloden mynnar ut i bukten. Hamnstaden Petropavlovsk-Kamtjatskij och den stängda staden Viljutjinsk ligger vid bukten. Avatjabukten fryser vintertid.